# Ljetna univerzijada 1959.
I. Ljetna univerzijada održana je u Torinu u Italiji od 26. kolovoza do 7. rujna 1959. godine.
Na Univerzijadi je sudjelovalo 49 država s 985 natjecatelja koji su se natjecali u sedam športova i 60 disciplina. Najuspješnija je bila Italija s 18 zlatnih, 10 srebrnih i 10 bronačnih medalja.
Glavno borilište bio je Stadio Comunale di Torino.